# عطية أحمد عوض
عطية أحمد عوض (ولد في بلد الشيخ، استشتهد في آذار 1938 في اليامون)، هو ثائر وعسكري فلسطيني من مجموعة الشيخ عز الدين القسام، وواحد من قيادات منطقة الشمال خلال ثورة فلسطين 1936. استشهد في معركة اليامون بالقرب من جنين في آذار 1938.

## نشأته
وُلد الشيخ عطية أحمد عوض في قرية بلد الشيخ قضاء حيفا، تعلم فيها ومن ثم انتقل للعمل في أشغال مختلفة في مدينة حيفا، هناك التقى بالشيخ عز الدين القسام وانضم إلى حلقاته في مسجد الاستقلال، تأثّر منه كثيرًا ودرس على يده القرآن الكريم واكتسب لقب الشيخ.

## قيادته للثورة الفلسطينية
بعد استشهاد القسام عام 1935 تعاون عوض مع االقائد القساميّ خليل عيسى الملقب بأبو إبراهيم الكبير في تأسيس وتنظيم خلايا مقاومة مسلحة، كانت مراكزها السرية في جبل الكرمل، وقريتيّ سولم والسيلة الحارثية، وغابة شفاعمرو. في مطلع ثورة 1936 قاد الشيخ عطية فصائل الثوار في جبل الكرمل، ثم انتقل ورجاله، ولا سيما شبان قرية أم الزينات، إلى منطقة جنين، حيث أسندت إليه قيادة جزء كبير من هذه المنطقة، إضافة إلى بعض مناطق شمال فلسطين.
نفّذ عوض ورجاله غارات مسلحة على المواقع والمستعمرات الصهيونية والقوات البريطانية في منطقة جنين، ونسفوا الجسور وقطعوا خطوط الاتصالات. وقد رصدت سلطات الانتداب البريطاني مكافأة 500 جنيه لمن يساعد، أو يقدم اخبارية تؤدي مباشرة إلى القبض عليه، مع آخرين وضعت لكل منهم مكافأة.
وقد جرت أول معركة في تلك المنطقة في 6 أيار/ مايو 1936م عندما هاجم الثوار مستعمرة يهودية قرب وادي الملح بين حيفا وجنين وقتلوا عدداً من الحراس وخمسة أشخاص من سكان المستعمرة، وتمكنوا من الانسحاب بنجاح قبل وصول تعزيزات الشرطة الإنجليزية. وتلت تلك العملية عمليات فدائية أخرى ضد القوات الإنجليزية منها: معركة الفندقومية على الطريق بين جنين ونابلس في 30 حزيران/يونيو 1936 التي خاضها عوض إلى جانب الشيخ فرحان السعدي، ومعركة وادي عرعرة في 20 آب/أغسطس 1936 والمعروفة أيضًا باسم معركة عين الزيتونة. وهاجم أيضا مدينة جنين، واحتل بعض مراكز الشرطة فيها في أواخر عام 1937 واستولى على السلاح والذخيرة فيها. غير انه أشرف وقاد عمليات أخرى على نطاق واسع كقطع الأسلاك الهاتفية وقطع أشجار بيارات المستعمرين الصهاينة وحرق متاجر ومصانع للمستعمرين الصهاينة ونسف جسور وأنابيب البترول وخاصة قرب بيسان وقرب قرية أندور وجنوب بلدة شفاعمرو. كما هاجم فصيل من الثوار في 11 آب/أغسطس 1936م من منطقة شفاعمرو مستعمرة كريات حاييم ليلاً وقتل عدداً من الصهاينة فيها وأحرق مستودع أخشاب وفي أيلول/سبتمبر 1937م.[بحاجة لمصدر]

## استشهاده
استشهد في 3 آذار/مارس في معركة اليامون قرب جنين التي دامت يومًا كاملًا بين الثوار الفلسطينيين والقوات البريطانية، ليكون من بين ال39 شهيدًا سقطوا في تلك المعركة. وخلفه في قيادة منطقة جنين والشمال بعد استشهاده القائد القسامي يوسف أبو درة.